# 鏡 (村上春樹)
『鏡』（かがみ）は、村上春樹の短編小説。

## 概要
| 初出     | 『トレフル』1983年2月号                 |
| 収録書籍 | 『カンガルー日和』（平凡社、1983年9月） |

1991年1月刊行の『村上春樹全作品 1979～1989』第5巻（講談社）に収録される際、加筆がなされた。
本作に対して国語の教科書に入れたいという申し出が2件あったという。村上は「恥ずかしいから」という理由で掲載を断ったと1991年の時点で述べているが、実際にはその後採用されている。『精選国語総合』（東京書籍）、『新編 国語総合』（大修館書店）、『高等学校 国語総合』（明治書院）『高等学校 標準言語文化』（第一学習社）などに掲載された。

### 英訳
| タイトル | The Mirror                                                  |
| 翻訳     | フィリップ・ガブリエル                                      |
| 初出     | 『The Yale Review』2006年7月号                              |
| 収録書籍 | 『Blind Willow, Sleeping Woman』（クノップフ社、2006年7月） |

## あらすじ
来客は順番にそれぞれ怖い体験談を語っていった。最後に家の主人である「僕」も話をすることになった。
10年以上前の話だ。60年代末、「僕」は学園紛争の波に呑みこまれ大学に進むことを拒否する。高校卒業後は何年間か肉体労働をしながら放浪生活を送っていた。放浪の2年目の秋、新潟県の小さな町にある中学校に夜警の仕事を得た。それはその仕事の見回りのときに起こった。
廊下のまん中あたりにある玄関で、「僕」は暗闇の中で何かの姿が見えたような気がする。木刀を握りなおし懐中電灯の光をかざすと、光を投げかけた先に「僕」がいた。つまり、鏡だった。煙草を3回くらい吹かしたあとで、奇妙なことに気づいた。鏡の中の僕は僕ではなかったのだ。それは、僕がそうあるべきでない形の僕(=奴)だった。奴は心の底から僕を憎んでいることだけが理解できた。そして奴のほうが僕を支配しようとしてきた。僕は最後の力を振り絞って大声を出し、木刀を鏡に投げつけ逃げた。
鏡なんてはじめからなかった。僕が見たのは、ただの僕自身だった。ただ、あの夜の恐怖は忘れることができない。人間にとって、自分自身以上に怖いものがこの世にあるだろうか。いつもそう思う。